# Sognate con Teddy Reno
Sognate con Teddy Reno è un EP del cantante Teddy Reno, realizzato in collaborazione con Gianni Ferrio, pubblicato nel 1955 dalla CGD.
Il disco è conosciuto anche col titolo Sognate con Teddy Reno, Gianni Ferrio e la sua Orchestra.

## Tracce
Lato A
1. Addormentarmi così (Biri, Mascheroni)
2. Arrivederci Roma (Gorni Kramer, Garinei, Giovannini)

Lato B
1. 'Na voce 'na chitarra e o poco 'e luna (Rossi, Calise)
2. Se bacio te (Biri, Gianni Ferrio)